# 鳳山水庫
鳳山水庫，是臺灣的一座水庫，將近四分之三位於高雄市小港區，其餘位在林園區，而大門（東門）則位在大寮區，主要提供工業用水服務，是大高雄地區重要的工業用水供應地。
水庫壩址位於鳳山丘陵東南麓，亦即小港、林園、大寮交界的林內里，由於地處鳳山（山名，詳見鳳山丘陵）因而取名為鳳山水庫。於1982年6月完工啟用。
風景翠綠，視野良好，水質優良，一天只開放5：00～18：00供一般民眾、自行車進入，禁行機車與轎車、烤肉、游泳、釣魚等一切事項，且副壩不開放進入（僅開放從東門沿鳳山水庫南側經主壩至西門段）。其東門即大門位在高71鄉道（現高71區道），可由大寮區的義仁里前往或小港區大坪頂前往。西門位在境內的朝興路，可由沿海路轉東林路轉金鋁街到朝興路，或由小港區大坪頂走高坪七路前往。
水庫面積74.9公頃，現存儲水量約780萬公噸，在臺灣水庫群中是屬於中小型水庫。依據109年度監測結果，台灣本島20座主要水庫中，平均水質呈現優養化的水庫有5座，包括明德、白河、鏡面、澄清湖與鳳山，其中鳳山水庫卡爾森指數超過70，長期處於優養化狀態, 至於鳳山水庫水質不佳的原因，環保署監資處長張順欽分析是因為越域引水，與高屏溪、東港溪的河川水質有關。

## 浮力式太陽能發電站
由台灣電力公司投資興建，台灣自來水公司管轄的水面浮力式太陽光電站，該光電站為台電公司「太陽光電第四期計畫」中的其中一項子計畫。

## 腳註
1. 1 2 3 4 5  水利五十年紀念專輯，臺灣省政府水利處編，1997年出版。
2. ↑  . 國家發展委員會. 2018-01-01  [2022-04-24] （中文（臺灣））.

## 外部連結
- 臺灣自來水公司第七區管理處（繁體中文）